# Pozor, vizita!
Pozor, vizita! je český barevný film režiséra Karla Kachyni z roku 1981 natočený na námět Adolfa Branalda ve Filmovém studiu Barrandov.

## Děj
Hlavním hrdinou je světoběžník v podání Rudolfa Hrušínského, který je nevyléčitelným bacilonosičem a musí být izolován ve sterilním nemocničním prostředí, aby nikoho nenakazil. On se však nedá spoutat a snaží se užívat života uvnitř nemocnice i na útěku.

## Obsazení
| Rudolf Hrušínský     | Prepsl                            |
| Veronika Jeníková    | Manka                             |
| Libuše Švormová      | Růžena                            |
| Blažena Holišová     | Katka                             |
| Ľudovít Greššo       | Bartůněk (nadaboval Ota Sklenčka) |
| Josef Somr           | Kafka                             |
| Bořivoj Navrátil     | primář                            |
| Jiřina Jelenská      | Julinka                           |
| Miroslav Moravec     | Josef                             |
| Blanka Lormanová     | Anynka                            |
| Bronislav Poloczek   | traťmistr                         |
| Lenka Pichlíková     | Mánička                           |
| Jan Polívka          | výčepní                           |
| Jiří Petkov          | Ivánek                            |
| Yvetta Kornová       | sestřička                         |
| Magdalena Holendrová | sestřička                         |
| Michael Hofbauer     | mladý Salc                        |
| František Suchomel   | Holas                             |
| Petr Svárovský       | Jirka                             |
| Zdeněk Ornest        | vedoucí epidemiolog               |
| Zdeněk Sedláček      | Zrzavec                           |
| Svatopluk Matyáš     | vedoucí pracovník KNV             |
| Vlastimil Bedrna     | výčepní                           |
| Eduard Pavlíček      | předseda komise                   |
| Jiří Knot            | technik, brýlatec                 |
| Barbora Štěpánová    | sestřička                         |
| Luděk Nešleha        | kolega                            |
| Oldřich Velen        | zástupce obce                     |
| Gabriela Wilhelmová  | sestřička                         |
| Jiří Kodeš           | sekundář                          |
| Rudolf Hrušínský ml. | saniťák                           |
| Bohuslav Ličman      | vrátný                            |